# Scoposcartula bilimitata
Scoposcartula bilimitata är en insektsart som beskrevs av Victor Antoine Signoret 1855. Scoposcartula bilimitata ingår i släktet Scoposcartula och familjen dvärgstritar. Inga underarter finns listade i Catalogue of Life.